# Wu Wenxiong
Wu Wenxiong   (11 de febrer de 1981) és un aixecador de peses xinès, ja retirat, que va competir a començaments del segle XX.
El 2000 va prendre part en els Jocs Olímpics d'Estiu de Sydney, on va guanyar la medalla de plata en la categoria del pes gall del programa d'halterofília.
En el seu palmarès també destaca una medalla d'or als Jocs d'Àsia Oriental de 2001 i una de plata als Campionats d'Àsia d'halterofília de 2003.